# Olenecamptus formosanus
Olenecamptus formosanus är en skalbaggsart som beskrevs av Maurice Pic 1914. Olenecamptus formosanus ingår i släktet Olenecamptus och familjen långhorningar.
Artens utbredningsområde är Taiwan. Inga underarter finns listade i Catalogue of Life.